# Psilocladia obliquata
Psilocladia obliquata là một loài bướm đêm trong họ Geometridae.